# Au secours ! J'ai rétréci mes parents
Série Au secours !
Au secours ! J'ai rétréci ma prof
(2015) Au secours ! J'ai rétréci mes amis
(2021)
Pour plus de détails, voir Fiche technique et Distribution.
Au secours ! J'ai rétréci mes parents (Hilfe, ich hab meine Eltern geschrumpft) est un film austro-allemand, sorti en 2018. Il s'agit du second opus d'une trilogie. Le film précédent est Au secours ! J'ai rétréci ma prof (2015) et le suivant: Au secours ! J'ai rétréci mes amis (2021).

## Synopsis
Trois ans après les événements survenus à l'école Otto-Leonhard, les choses se passent désormais bien pour le jeune Félix avec la directrice Schmitt-Gössenwein et avec ses amis Ella et Mario. Son père Peter lui annonce qu'il aimerait déménager à Dubaï avec la famille car il lui a été proposé une offre d'emploi lucrative. Félix n'est pas du tout d'accord : il émet le vœu que, pour une fois, ses parents soient obligés de l'écouter, lui.
Le fantôme bienveillant de l'école, le fondateur, Otto Leonhard, s'amuse à faire des facéties et fait accidentellement revenir à la vie la directrice Hulda Stechbarth, décédée il y a longtemps. Celle-ci déteste le concept d'apprentissage libéral en cours à l'école...

## Fiche technique
- Titre original : Hilfe, ich hab meine Eltern geschrumpft
- Titre français : Au secours ! J'ai rétréci mes parents
- Titre anglais : Help, I shrunk my parents
- Réalisation : Tim Trageser
- Scénario : Gerrit Hermans
- Société de production : Blue Eyes Fiction, Deutsche Columbia Pictures Film Produktion, Karibufilm, Minifilm
- Société de distribution : Sony Pictures Filmverleih (Austriche), Sony Pictures Releasing (Allemagne)
- Photographie : Felix Poplawsky
- Montage : Marco Pav D'Auria
- Musique : Anne-Kathrin Dern
- Effets spéciaux : Helmut Neudorfer
- Pays d'origine : Allemagne, Autriche
- langue : allemand
- Genre : comédie
- Durée : 93 minutes
- Date de sortie : 
  - Allemagne : 18 janvier 2018
  - Autriche : 19 janvier  2018

## Distribution
- Oskar Keymer : Félix Vorndran
- Anja Kling : Dr Schmitt-Gössenwein
- Axel Stein : Peter Vorndran
- Lina Hüesker : Ella Borsig
- Julia Hartmann : Sandra Vorndran
- Johannes Zeiler : Hausmeister Michalsky
- Michael Ostrowski : Lehrer Coldegol
- Andrea Sawatzki : Hulda Stechbarth
- Otto Waalkes : Otto Leonhard